# Quatuor à cordes no 4 de Stenhammar
Pour les articles homonymes, voir Quatuor à cordes no 4.
Le Quatuor à cordes no 4 en la mineur opus 25 est une composition de musique de chambre de Wilhelm Stenhammar. Composé en entre 1904 et 1909, il est créé le 7 mars 1910 à Göteborg.

## Structure
1. Allegro ma non troppo
2. Adagio
3. Scherzo: Allegro
4. Finale: Andante semplice con variazioni

- Durée d'exécution: trente minutes